# Bondigui
Bondigui là một tổng thuộc tỉnh Bougouriba ở tây nam Burkina Faso. Thủ phủ là thị xã thị xã cùng tên. Dân số theo điều tra năm 2006 là 18.782 người.

## Các thị xã và làng xã
• Bondigui (thị xã) • Bonfesso • Darodine • Diarkadougou • Intiédougou • Kobogo • Kpèdia • Mougué • Nabalé • Nabéré • Nahirindon • Obro • Sorindigui • Wan • Zanawa-Pougouli